# Eurytoma illinoisensis
Eurytoma illinoisensis är en stekelart som beskrevs av Girault 1920. Eurytoma illinoisensis ingår i släktet Eurytoma och familjen kragglanssteklar. Inga underarter finns listade i Catalogue of Life.